# Uszakowo (rejon mieżdurieczeński)
Uszakowo (ros. Ушаково) – wieś w Rosji, w rejonie mieżdurieczeńskim obwodu wołogodzkiego. W 2010 r. liczyła 9 mieszkańców.